# Alfredo Vera Vera
Alfredo Vera Vera (28 de junio de 1910 - 18 de julio de 1999) fue un político ecuatoriano que durante sus cortos periodos en el Gobierno logró grandes pasos hacia la modernización del Ecuador.

## Infancia
Alfredo Vera Vera nació el 28 de junio de 1910 como hijo del Dr. Alfredo R. Vera Benavides y de Leonor Vera Almendares. Su padre fue abogado, Fiscal de la Corte Superior de Guayaquil, Su abuelo paterno fue Manuel Maria Vera, dueño de algunas haciendas en Naranjal y Cuenca, quien por sus dones filantrópicos fue enterrado dentro de la Iglesia de Naranjal en 1907, privilegio otorgado solo a los Presidentes de la República de ese entonces. Su abuelo materno, Pedro José Vera, era también abogado, político y además Comisario de Guerra en la batalla de Gatazo y primer bibliotecario de la Biblioteca Municipal de Guayaquil, debido a la donación de un gran número de libros a la misma.
Su hermano menor Pedro Jorge se convirtió en uno de los escritores más aclamados del país.

## Educación
Su educación primaria la realizó en el colegio de Chongon y se graduó como mejor bachiller en 1928 del colegio Vicente Rocafuerte. Fue portador en 1926 del premio La Filantrópica al mejor alumno. 
Su deseo era estudiar ingeniería, más al no poder hacerlo en el país, se decidió por ser abogado, al igual que su padre y abuelo. Su actividad política empezó ya durante sus estudios universitarios, formando parte de la Fracción Universitaria de Izquierda. Participó en varias protestas estudiantiles hasta que la Fracción fue prohibida. Obtuvo su título de Abogado en 1943 con la tesis "Efectividad de la Función Electoral" y de Doctor en Jurisprudencia en 1948 con el libro "Anhelo y pasión de la democracia ecuatoriana".
En 1930 empezó a trabajar como Ayudante de Secretaría del Secretario del Consejo Provincial del Guayas, donde le tocó aprender a la fuerza taquigrafía, la cual se convertiría en su pasión.

## Carrera profesional y política
Vera Vera fue fundador del Partido Comunista del Ecuador junto con compañeros universitarios en 1930. 
En 1934 se trasladó a Quito tras ganar el puesto de taquígrafo del Congreso Nacional. 
Debido a sus actividades políticas en el Partido Comunista y la publicación de la revista de crítica "La Cadena de la felicidad Nacional" fue tomado preso en 1935 y tuvo que huir a Chile.
En 1938, de regreso a Guayaquil fundó junto a su hermano Pedro Jorge la editorial y librería Vera y Cía, donde publicó obras de Demetrio Aguilera Malta entre otros. La librería se convirtió en 1942 en un lugar de intercambio de ideas de los intelectuales de la época.
Participó en la revolución de 1944 bajo el partido Alianza Democrática Ecuatoriana y al resultar vencedores le ofrecieron el cargo de ministro de Educación, el cual mantuvo por siete meses. A pesar del corto tiempo que sirvió, su trabajo de ministro de Educación fue muy fructífero, ya que redactó el decreto de creación de la Casa de la Cultura, expidió la Ley de Escalafón y Sueldos del Magisterio Nacional y emprendió una exitosa campaña para la construcción de escuelas, entre ellas el hoy famoso Colegio 28 de mayo. También impulsó la construcción de las ciudadelas universitarias de Quito y Guayaquil. Su destitución se debió a causa de una queja del ministro de Finanzas al presidente de la República sobre 900.000 Sucres que Vera había destinado al Normal Juan Montalvo para la formación de profesores, pero que el ministro de Finanzas quería donar a un colegio de monjas. Cuando esto se hizo público, el presidente José María Velasco Ibarra se vio enfrentado a la opinión pública que estaba de lado de Vera Vera.
Fue elegido en 1950 Concejal del Guayas por dos mandatos consecutivos durante los cuales construyó el malecón del Salado (antiguo) y realizó la canalización y pavimentación de la Avenida 9 de octubre. Fue también bajo el mandato de Vera Vera que se inició la pavimentación de la ciudad y se construyó el mirador del Cerro Santa Ana. Alfredo Vera planificó también la ampliación del malecón del Río Guayas, la arborización, la pavimentación e iluminación obligatoria de las casas e hizo expedir la ordenanza de Inquilinato, Avalúo de Predios Rústicos, Estabilidad y Ascenso de los trabajadores municipales, Impuestos Progresivo a los solares desocupados y Espectáculos. Se puede también decir que gracias a él fue posible la construcción del Teatro Centro Cívico, ya que fue él quien compró el terreno para el uso de la ciudad.
Sin embargo, en 1952 perdió las elecciones a la Alcaldía de Guayaquil.
Desde 1966 trabajó como Asesor Jurídico de Legislación en la Municipalidad de Guayaquil donde publicó ordenanzas fundamentales para la modernización y desarrollo de la ciudad, sobre temas reglando asuntos tales como el alumbrado público, el aseo de las calles, la propiedad horizontal y el alcantarillado. Además fue él quién emitió los bonos que le permitieron a la ciudad salir de la bancarrota.
En 1970 se revolucionó la agricultura en el Ecuador gracias a su proyecto de "Abolición del trabajo precario en la agricultura" el cual fue aprobado por el Congreso. Vera Vera redactó también la Ley de Hidrocarburos y trabajó en la fundación de la Corporación Estatal Petrolera Ecuatoriana.
Su "Declaración de Principio" de 1972 se convirtió en el plan de gobierno de la dictadura de Guillermo Rodríguez Lara, sin embargo al poco tiempo esta fue olvidada.
De 1977 a 1979 fue Ministro Encargado de Negocios en la Embajada ecuatoriana en Lisboa. En 1981, aún en Europa, dictó en la Universidad Complutense de Madrid clases de taquigrafía bajo el encargo del Ministerio de Educación Español.

## Matrimonio y familia
Vera Vera contrajo matrimonio con su amiga de la infancia Baltita Arrata en 1932. Con ella procreó cuatro hijos: Alfredo, Jaime, Noralma y Mario (†2007). Alfredo es también político y su hija Noralma fue la primera prima ballerina del  Ecuador y pionera del Ballet en el país.

## Publicaciones
- Efectividad de la Función Electoral (1943)
- Anhelo y pasión de la democracia ecuatoriana (1948)
- Importancia histórica mundial de las Naciones Unidas (1960)
- Cuba, un mundo Nuevo (1961)
- Taquigrafía Española Modernizada (1966)
- Taquigrafía, Política y Cultura (1979)
- Un Héroe de 12 años y otros cuentos (1981)
- Reforma Ortográfica de la Lengua Española (1982)
- Problemas Educativos (1984)

## Honores
- Medalla de oro y diploma de honor de la Municipalidad de Guayaquil por su libro Taquigrafía Española Modernizada.
- El plantel educativo "Alfredo Vera Vera" en Guayaquil fue inaugurado en 2008.